# Arróniz
Arróniz  (en basque Arroitz) est une ville et une municipalité dans la province de la communauté forale de Navarre (Espagne) dans la Comarque de Tierra Estella (Lizarrerria) et dans la mérindade d'Estella.
Elle est située dans la zone non bascophone de la Navarre.

## Toponymie
Le sens du toponyme n'est pas très clair. Il paraît formé à partir d'un nom de personne qui serait, selon divers auteurs, le latin Arrus ou le basque Arrona (Arrona est également un nom de famille basque).

## Démographie
| Évolution démographique                                 | Évolution démographique | Évolution démographique | Évolution démographique | Évolution démographique | Évolution démographique | Évolution démographique | Évolution démographique | Évolution démographique | Évolution démographique | Évolution démographique |
| 1996                                                    | 1998                    | 1999                    | 2000                    | 2001                    | 2002                    | 2003                    | 2004                    | 2005                    | 2006                    | 2007                    |
| ------------------------------------------------------- | ----------------------- | ----------------------- | ----------------------- | ----------------------- | ----------------------- | ----------------------- | ----------------------- | ----------------------- | ----------------------- | ----------------------- |
| 1 212                                                   | 1 196                   | 1 188                   | 1 172                   | 1 154                   | 1 140                   | 1 140                   | 1 156                   | 1 154                   | 1 147                   | 1 135                   |
| Sources: Arróniz et instituto de estadística de navarra |                         |                         |                         |                         |                         |                         |                         |                         |                         |                         |

### Sources
- (es) Cet article est partiellement ou en totalité issu de l’article de Wikipédia en espagnol intitulé « Arróniz » (voir la liste des auteurs).